# Ирландия на «Евровидении-2019»
Ирландия приняла участие в конкурсе песни «Евровидение-2019» с песней «22», которую исполнила Сара Мактернан. По результатам состоявшейся 28 января 2019 года жеребьёвке, проходившей в музее истории Тель-Авива, Ирландия оказалась в первой половине второго полуфинала, который прошёл 16 мая того же года. С 16 баллами страна заняла 18 месте.

## Исполнитель и песня

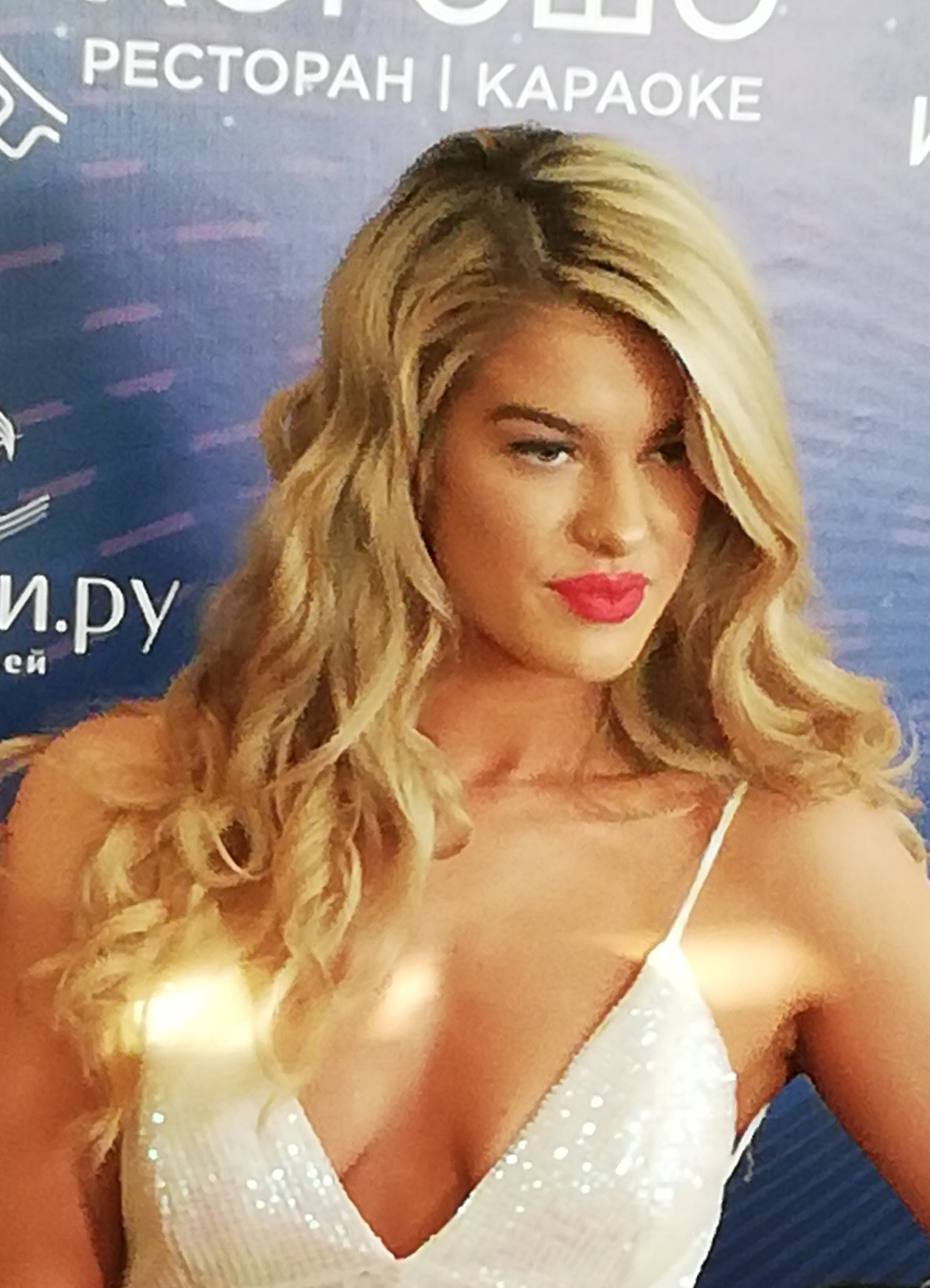
Сара Мактернан

Выбор исполнителя и песни осуществлял национальный вещатель — Радио и телевидение Ирландии, подтвердивший 14 сентября 2018 года участие в международном песенном конкурсе. 4 октября был открыт приём заявок, продолжавшийся до 23 ноября. В результате вещатель получил более 400 заявок, из которых в шорт-лист были отобраны 70.
О том, что именно Сара Мактернан представит на конкурсе Ирландию, ранее пробовавшая свои силы на отборе в Сан-Марино, было объявлено 8 марта 2019 года. Песня была выбрана несколькими фокус-группами.
Для продвижения конкурсной песни в Дублине был снят музыкальный видеоклип. Первое живое исполнение состоялось 10 марта во время ирландской версии «Танцев со звездами». Сара Мактернан также выступала на фан-мероприятиях Евровидения в Лондоне и Мадриде. Кроме того, певица приехала в Израиль, чтобы участвовать в подготовке своей вступительной открытки, которая в дальнейшем использовалась в шоу.

## Композиция
| №  | Название | Длительность |
| -- | -------- | ------------ |
| 1. | «22»     | 2:53         |

## Голосование

### Очки, присуждённые Ирландией

#### Первый полуфинал
В полуфинале баллы жюри и зрителей Ирландии были распределились следующим образом:
| Проф. жюри | Проф. жюри         | Зрители | Зрители     |
| Баллы      | Страна             | Баллы   | Страна      |
| ---------- | ------------------ | ------- | ----------- |
| 1          | Хорватия           | 1       | Румыния     |
| 2          | Армения            | 2       | Дания       |
| 3          | Дания              | 3       | Азербайджан |
| 4          | Мальта             | 4       | Мальта      |
| 5          | Азербайджан        | 5       | Швеция      |
| 6          | Северная Македония | 6       | Швейцария   |
| 7          | Норвегия           | 7       | Россия      |
| 8          | Нидерланды         | 8       | Нидерланды  |
| 10         | Швейцария          | 10      | Норвегия    |
| 12         | Швеция             | 12      | Литва       |

#### Финал
Голоса Ирландии в финале конкурса были распределены следующим образом:
| Проф. жюри | Проф. жюри         | Зрители | Зрители        |
| Баллы      | Страна             | Баллы   | Страна         |
| ---------- | ------------------ | ------- | -------------- |
| 1          | Италия             | 1       | Эстония        |
| 2          | Германия           | 2       | Швеция         |
| 3          | Россия             | 3       | Великобритания |
| 4          | Австралия          | 4       | Италия         |
| 5          | Северная Македония | 5       | Россия         |
| 6          | Норвегия           | 6       | Исландия       |
| 7          | Азербайджан        | 7       | Швейцария      |
| 8          | Нидерланды         | 8       | Нидерланды     |
| 10         | Швейцария          | 10      | Австралия      |
| 12         | Швеция             | 12      | Норвегия       |

### Очки, присуждённые Ирландии
Конкурсная песня Ирландия получила в полуфинале следующие баллы:

#### Жюри
| Баллы    | Страна   |
| -------- | -------- |
| 8 баллов | Италия   |
| 5 баллов | Молдавия |

#### Зрители
| Баллы   | Страна         |
| ------- | -------------- |
| 3 балла | Великобритания |